# Іванківці (Бердичівський район)
Іва́нківці — село в Україні, у Семенівській сільській територіальній громаді Бердичівського району Житомирської області. Населення становить 683 особи (2001).

## Населення
Згідно з переписом УРСР 1989 року чисельність наявного населення села становила 907 осіб, з яких 385 чоловіків та 522 жінки.
За переписом населення України 2001 року в селі мешкали 684 особи.

### Мова
Розподіл населення за рідною мовою за даними перепису 2001 року:
| Мова       | Відсоток |
| ---------- | -------- |
| українська | 97,36 %  |
| російська  | 2,20 %   |
| болгарська | 0,44 %   |

## Історія
У 1932–1933 роках село постраждало від Голодомору. Тоді у Іванківцях голодувала 41 сім'я. Приблизно половина голодуючих були колгоспниками.
До 2011 року в селі існував комплекс маєтку Марцелія Журовського, збудований приблизно в 1820-х роках. Комплекс не було взято під охорону як пам'ятку архітектури і в наслідку він зазнав непоправних руйнувань.
До 7 вересня 2016 року — адміністративний центр Іванковецької сільської ради Бердичівського району Житомирської області.

## Відомі люди
- Горностай Петро Сидорович (1923—2005) — ректор (1973—1986) і почесний професор Житомирського державного університету.
- Драчук Петро Степанович (1921—1990) — ортопед-травматолог.
- Червінська Антоніна Миколаївна (* 1945) — народна артистка України, керівник колективу «Зоряни».